# Idaea micra
Idaea micra là một loài bướm đêm trong họ Geometridae.